# Hydropsyche theodoriana
Hydropsyche theodoriana là một loài Trichoptera trong họ Hydropsychidae. Chúng phân bố ở miền Cổ bắc.